# Dievenknoop

Dievenknoop

Platte knoop

De dievenknoop is een knoop, een variant op de platte knoop. Bij de platte knoop komt de spanning te staan op de recht tegenover elkaar gelegen einden, bij de dievenknoop op de schuin tegenover elkaar gelegen einden. Het gevolg is dat de dievenknoop, in tegenstelling tot de platte knoop, nauwelijks treksterkte heeft.
Het verhaal gaat dat de dievenknoop met name door zeelieden gebruikt werd om hun plunjezak met eigendommen af te sluiten. De uiteinden van de lijnen werden verstopt, zodat niet gezien kon worden dat er een dievenknoop in lag. Wanneer de zak vervolgens met een platte knoop er in aangetroffen werd wist men dat er iemand in zijn spullen geweest was.